# Phillip Allen Sharp
Phillip Allen Sharp (născut pe 6 iunie 1944) este un genetician american și biolog care a co-descoperit splicingul. El a luat Premiul Nobel pentru medicină și fiziologie în anul 1993 împreună cu Richard J. Roberts pentru descoperirea că "genele eucariotelor nu sunt șiruri continue, dar conțin introni, iar splicingul ARNului mesager prin care sunt tăiați intronii poate avea loc în diferite feluri, ducând la formarea a diferite proteine din aceeași secvență ADN".
El a mai primit medialia Othmer Gold în 2015.